# Jean-Michel Bony
Pour les articles homonymes, voir Bony.
Jean-Michel Bony, né le 1er février 1942 à Paris, est un mathématicien français.

## Biographie
Il est professeur honoraire au Centre de mathématiques Laurent-Schwartz de l'École polytechnique. Il est un spécialiste de la théorie des équations aux dérivées partielles. Il a été élu membre correspondant de l’Académie des sciences en mars 1990, puis membre en décembre 2000.
Il a été conférencier invité au Congrès international des mathématiciens en 1970 (Nice) et 1983 (Varsovie) ainsi qu'au Congrès européen de mathématiques en 1992 (Paris).
Il est invité d'honneur de l’Oulipo en 2010.

## Travaux scientifiques
Les premiers travaux de Jean-Michel Bony sont consacrés aux relations entre théorie du potentiel et équations aux dérivées partielles: opérateurs différentiels associés aux théories axiomatiques, problèmes aux limites intégro-différentiels associés aux semi-groupes de Feller. 
Il a établi des formes très précises du principe du maximum, notamment pour les opérateurs s'écrivant comme somme de carrés de champs de vecteurs.
En théorie des hyperfonctions et des microfonctions, il a obtenu des résultats de finitude, d'existence et d'unicité pour le problème de Cauchy, ainsi que divers résultats sur la propagation des singularités analytiques.
Il a introduit les concepts fondamentaux de paraproduit et d'opérateur paradifférentiel, et défini un calcul symbolique pour ceux-ci. Il a montré qu'une équation aux dérivées partielles non linéaire pouvait se réduire à une équation paradifférentielle linéaire et en a déduit divers résultats de propagation  des singularités.
En analyse microlocale, il a étudié les microlocalisations d'ordre supérieur, en relation avec les phénomènes d'interaction des singularités non linéaires et introduit des opérateurs intégraux de Fourier généralisés, contenant notamment les propagateurs d'opérateurs de Schrödinger
Il faut signaler encore des résultats d'existence globale pour les modèles discrets de la cinétique des gaz, et un théorème sur la décomposition des fonctions positives d'une variable comme somme de deux carrés de fonctions régulières.
Jean-Michel Bony est également l'auteur d'articles, et d'un site internet consacrés à l'écrivain Raymond Roussel.

## Récompenses
- Prix Paul Doistau-Émile Blutet de l'Académie des sciences (1980)
- Prix Charles-Louis de Saulces de Freycinet de l'Académie des sciences (1985)
- Prix fondé par l'État de l'Académie des sciences (1996)
- Officier de la Légion d'honneur en 2007[6] (chevalier en 1997[7])
- Commandeur de l'ordre des Palmes académiques

## Principales publications
(janvier 2025).
- Semi-groupes de Feller sur une variété à bord compacte et problèmes aux limites intégro-différentiels du second ordre donnant lieu au principe du maximum. Ann. Inst. Fourier (Grenoble) 18 1968 fasc. 2, 369–521 (1969) (avec Ph. Courrège et P. Priouret)
- Principe du maximum, inégalité de Harnack et unicité du problème de Cauchy pour les opérateurs elliptiques dégénérés. Ann. Inst. Fourier (Grenoble) 19 1969 fasc. 1, 277–304
- Existence et prolongement des solutions holomorphes des équations aux dérivées partielles.  Invent. Math. 17 (1972), 95–105 (avec P. Shapira)
- Calcul symbolique et propagation des singularités pour les équations aux dérivées partielles non linéaires. Ann. Sci. École Norm. Sup. (4) 14 (1981), no. 2, 209–246.
- Second microlocalization and propagation of singularities for semilinear hyperbolic equations. Hyperbolic equations and related topics (Katata/Kyoto, 1984), 11–49, Academic Press, Boston, MA, 1986.
- Evolution equations and microlocal analysis. Hyperbolic problems and related topics, 17–40, Grad. Ser. Anal., Int. Press, Somerville, MA, 2003.
- Existence globale et diffusion pour les modèles discrets de la cinétique des gaz. First European Congress of Mathematics, Vol. I (Paris, 1992), 391–410, Progr. Math., 119, Birkhäuser, Basel, 1994.
- Sommes de carrés de fonctions dérivables.  Bull. Soc. Math. France 133 (2005), no. 4, 619–639.